# Сена

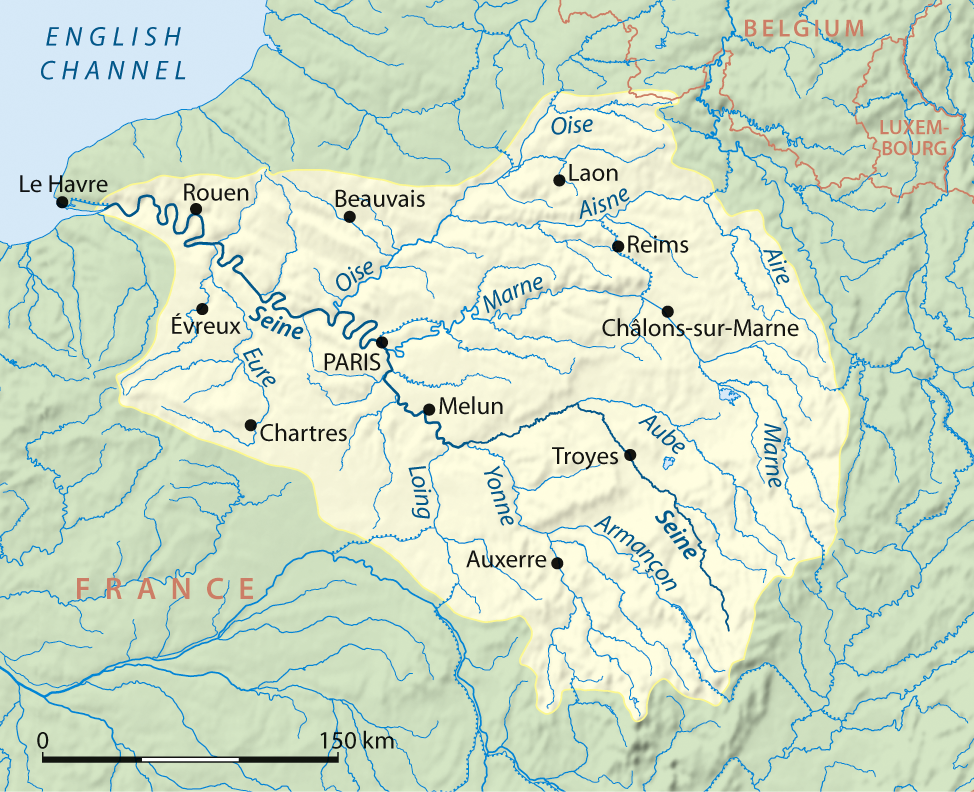
Басейн річки Сена

Се́на (фр. la Seine фр.: [sɛn] ( прослухати), лат. Sequana, окс. la Sèina) — одна з найбільших річок Франції, потужна транспортна артерія, яка проходить через регіони Іль-де-Франс та Верхню Нормандію. Довжина річки становить 776 км, витік знаходиться поблизу муніципалітету Сен-Сен, що біля Діжона (центрально-східна Франція, плато Лангре), річка прямує через Париж і впадає у Сенську бухту Ла-Манша біля Гавра.
Існує 37 мостів через річку у межах Парижа і безліч переправ поза його межами. Найяскравішими прикладами паризьких мостів є міст Луї-Філіпп і Пон Неф, останній побудовано у 1607 році. Найяскравішим прикладом моста за межами Парижа є Міст Нормандії — один з найдовших вантових мостів світу, який поєднує міста Гавр та Онфлер.

## Походження назви
Назва «Сена» походить від латинського слова Sequana, латинізованої версія гальського (кельтського) слова Sicauna, яке, за найпоширенішою версією, означає «священна річка». За іншою версією назва Sicauna споріднена із назвою річки Сона, при цьому неймовірною виглядає спорідненість із ірландською річкою Шаннон, з огляду на дуже відмінні форми останніх; гальське Ціона (у давальному відмінку Sionainn) швидше походить від давньоірландського Sinona. Також висувають гіпотезу про те, що Sequana — латинізована версія гальського Issicauna Lower-Icauna, скорочена версія від Icauna, гальської назви річки Йонна. Існують припущення, що древні галли вважали Сену притокою Йонни, що достатньо ймовірно — при впадінні Йонни у Сену перша є значно більшою.
Інколи назву річки Sikanos, що походить (згідно з Фукідідом) від Sicanoi, що у Sikelia (Сицилія), пов'язують з річкою Sequana (Сена).
Йдучи вниз по течії, у місцевості, яка зараз носить назву Нормандія, Сена була відома під назвою Rodo, чи Roto. Це кельтська назва річки, споріднена із назвою річки Рона. Обидві назви пов'язані з назвою Rouen, який у галлів називалась Rotomagos, що означало рівнина Roto.

## Навігація
Довжина судноплавної частини Сени становить 120 км, судна океанічного типу можуть досягати Руана. Приватні судна можуть використовувати річку із Бар-сюр-Сена, що за 560 км від гирла. У Парижі є 37 мостів через річку. За 446 км від гирла річка різко сповільнює свою течію і стає легкопрохідною через те, що падіння на цій ділянці становить всього 24 метри. Річка має довжину 776 км і впадає в Атлантичний океан.
Океанічні судна можуть заходити по річці на відстань 105,7 км — від Гавра до Руана. Судноплавна частина Сени розділена чотирьома великими дамбами аж до впадіння річки Уаза біля Конфлан-Сент-Онорин. Ще дві греблі розташовані у Буживалі / Шату і у Сюрені, які підіймають судна до рівня річки у Парижі, де в неї впадає річка Марна. Вище за течією розташовані ще сімома дамбами, які забезпечують навігацію аж до Сен-Мамме (де розташоване гирло річки Луан). За восьмою дамбою до Сени впадає річка Йонна поблизу Монтеро-Фо-Іонн. Великі кораблі можуть продовжувати підніматись річкою від гирла Йонни аж до Ножан-сюр-Сена. Вище можуть плисти лише невеликі судна. Судноплавання різко обривається біля муніципалітету Марсії-сюр-Сен, де старовинний канал Верхня Сена дозволяє кораблям продовжити свій шлях аж до Труа. Цей канал знаходиться у занедбаному стані уже багато років.

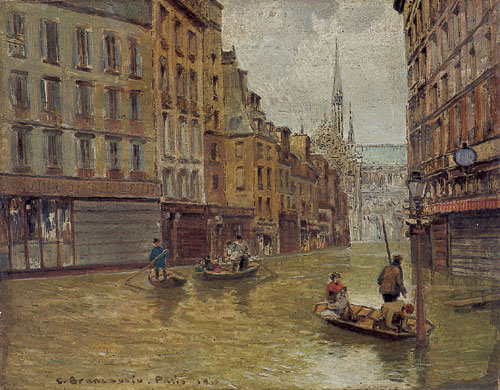
Повінь у Парижі

Середня глибина Сени у межах Парижа становить близько 9,5 м. До того, як у 1800-х були збудовані кілька дамб, які підняли рівень річки, вона була, у межах міста, значно мілкішою, навіть у дощові періоди, і складалася з багатьох рукавів, мала піщані береги, що відображено на багатьох світлинах того часу. У наш час[коли?] глибина річки жорстко контролюється і усі греблі, збудовані на ній, наповнені водою до середнього рівня. Середня витрата води у Сени невелика — лише кілька метрів кубічних за секунду, але вона зростає у декілька разів у дощові періоди. Водосховища, розташовані вище за течією від Парижа, підтримують стабільну витрату води, у межах міста, затримуючи, чи, навпаки, спускаючи певні об'єми води.
Найвищий рівень води, за всю історію спостережень, мав місце у січні 1910 року, що спричинив повінь у Парижі. Високі рівні води спостерігались також у 1924, 1955, 1982 і 1999—2000 роках. Після оголошення першого рівня тривоги, у зв'язку з повінню у 2003 році, близько 100,000 творів мистецтва були евакуйовані з Парижа, що стало найбільшим переселенням з часу Другої світової війни. Це пов'язано з тим, що більшість художніх творів зберігаються у підземних сховищах, які за таких умов можуть бути затоплені. Згідно з доповіддю французького уряду у 2002 році, при найгіршому розвитку подій під час повені збитки сягнуть 10 мільярдів євро, без телефонного зв'язку залишаться близько мільйона парижан, 200,000 жителів міста залишаться без постачання електроенергії, ще 100,000 — без газу.

## Басейн річки
Площа басейну Сени становить 78,910 км², з них ліси становлять 2 %, а 78 % — оброблювані землі. Крім Парижа на території басейну розташовані міста Гавр, Руан та Реймс, населення яких перевищує 100,000 осіб і зростає, в середньому, на 0,2 % за рік. Густота населення території басейну — 201 осіб/км².

## Якість води
Періодично, особливо після проливних опадів, каналізаційна система Парижа може давати збій. При цьому неочищені стічні води потрапляють в Сену. Результатом таких аварій стає дефіцит кисню, який спричиняє зростання розмірів аллохтонних бактерій. Питома активність цих «стічних» бактерій у три-чотири рази більша, ніж у автохтонних бактерій. Рівень pH, виміряний поблизу моста Понт Неф, становив 8.46.
У 2009 році було виявлено повернення атлантичного лосося до річки Сена.

## Історія

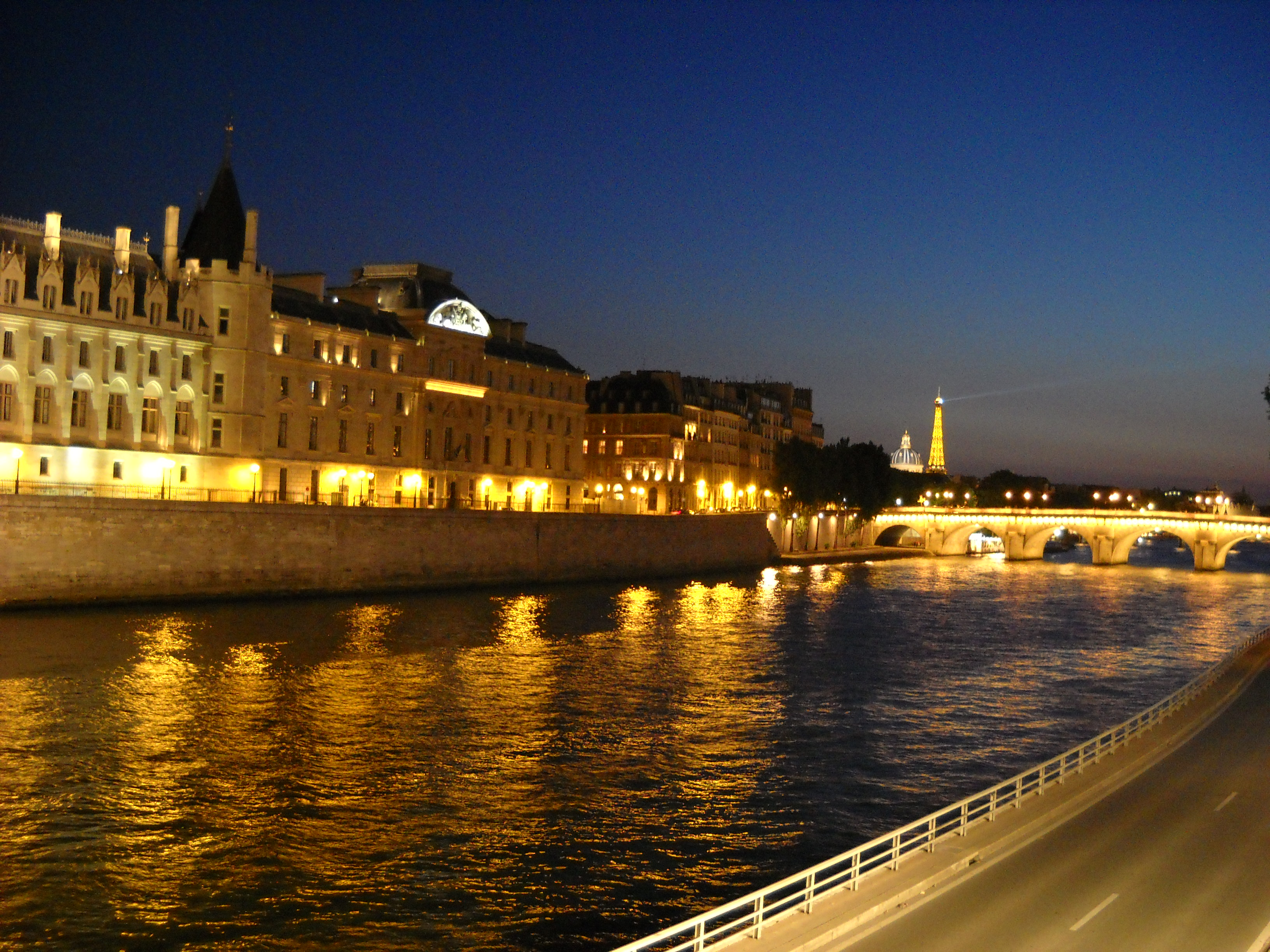
Сена на фоні Ейфелевої вежі

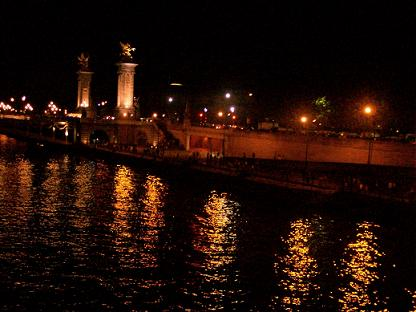
Сена біля мосту Інвалідів

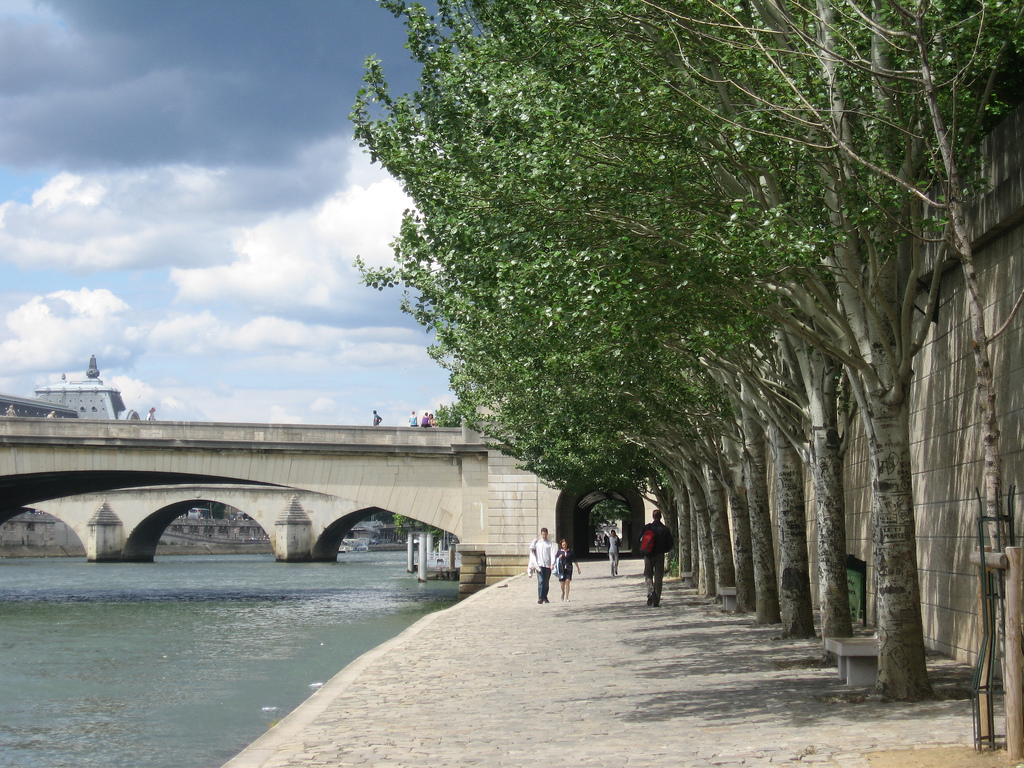
Прогулянкова тераса на правому березі

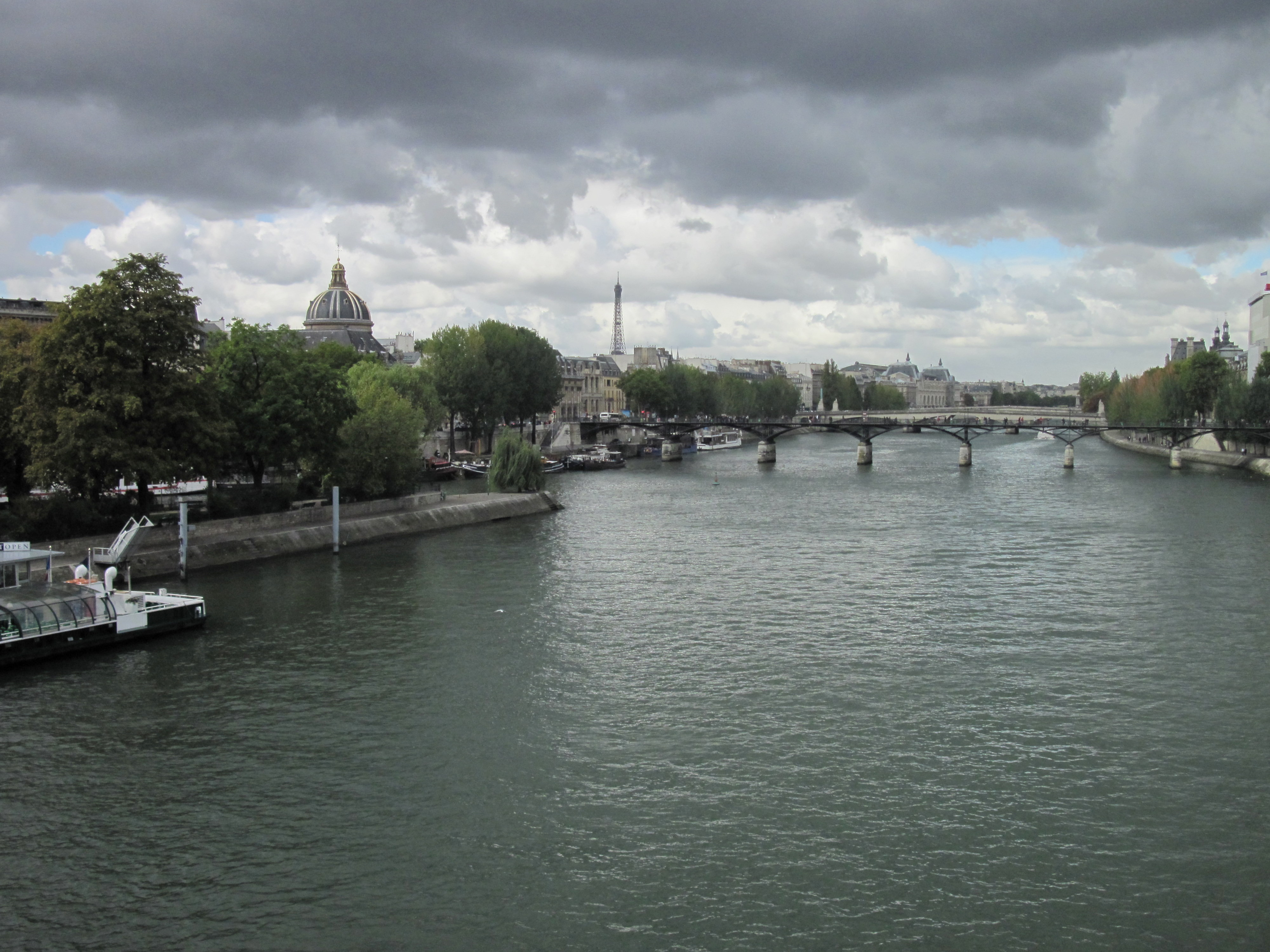
Сена біля мосту Понт Неф

Згідно з легендою, після спалення на вогні Жанни д'Арк у 1431 році, її попіл було розвіяно над Сеною, хоч суперечки з цього приводу є і зараз.
Наполеон I Бонапарт, який помер у 1821 році, бажав, щоб його поховали на березі Сени, але його заповіт не був виконаний.
На Літніх Олімпійських іграх 1900 року тут проводились змагання з академічної греблі, плавання і водного поло. Через двадцять чотири роки на річці знову відбулись змагання з академічної греблі, трохи північніше Парижа.
У січні 1910 року рівень води в Сені піднявся на 6 м вище норми, затопивши майже все місто і змусивши тисячі парижан ховатися у притулках. Велика Паризька повінь 1910 року була найбільшою, яку бачило місто з 1658 року, коли рівень води був на декілька сантиметрів вище.
Аж до 1930-х років існувала ланцюгова буксирувальна система, яка допомагала суднам підніматися вгору по річці.[джерело?]
Річка Сена була однією з головних цілей, які ставились при досягненні Операції «Оверлорд» у 1944 році. Наміри союзників полягали в досягненні Сени у період Д+90 (не більше 90 днів від дня-Д). Ціль була досягнута. Очікуваного форсування річки не відбулося, так як німецький опір був зламаний ще на початку вересня 1944 року. Щоправда, Перша канадська армія зустріла супротив безпосередньо на захід від Сени, у боях поблизу Форе-де-ла-Лонда, коли союзні війська спробували відрізати шляхи втечі через річку частині Сьомої німецької армії у завершальній фазі Битви за Нормандію.
Деякі з жертв Паризького погрому 1961 року потонули у річці після того, як були скинуті з мосту Сен-Мішель та інших місць Парижа.
Днопоглиблюючі роботи у 1960-х роках усунули проблему борових хвиль, які називаються «le mascaret.»
У 1991 році береги річки Сена у Парижі — Rive Gauche і Rive Droite були додані ЮНЕСКО до списку об'єктів світової спадщини у Європі.
Річка була популярним місцем для самогубців і злочинців, які скидали сюди тіла своїх жертв. У 2007 році з вод річки було витягнуто 55 трупів; у лютому 2008 року звідти ж виловили тіло супермоделі Катоуча Ніане. За період у 6 останніх років загальна кількість тіл, знайдених в річці, становить 306, інколи сягаючи числа 16 трупів за день.

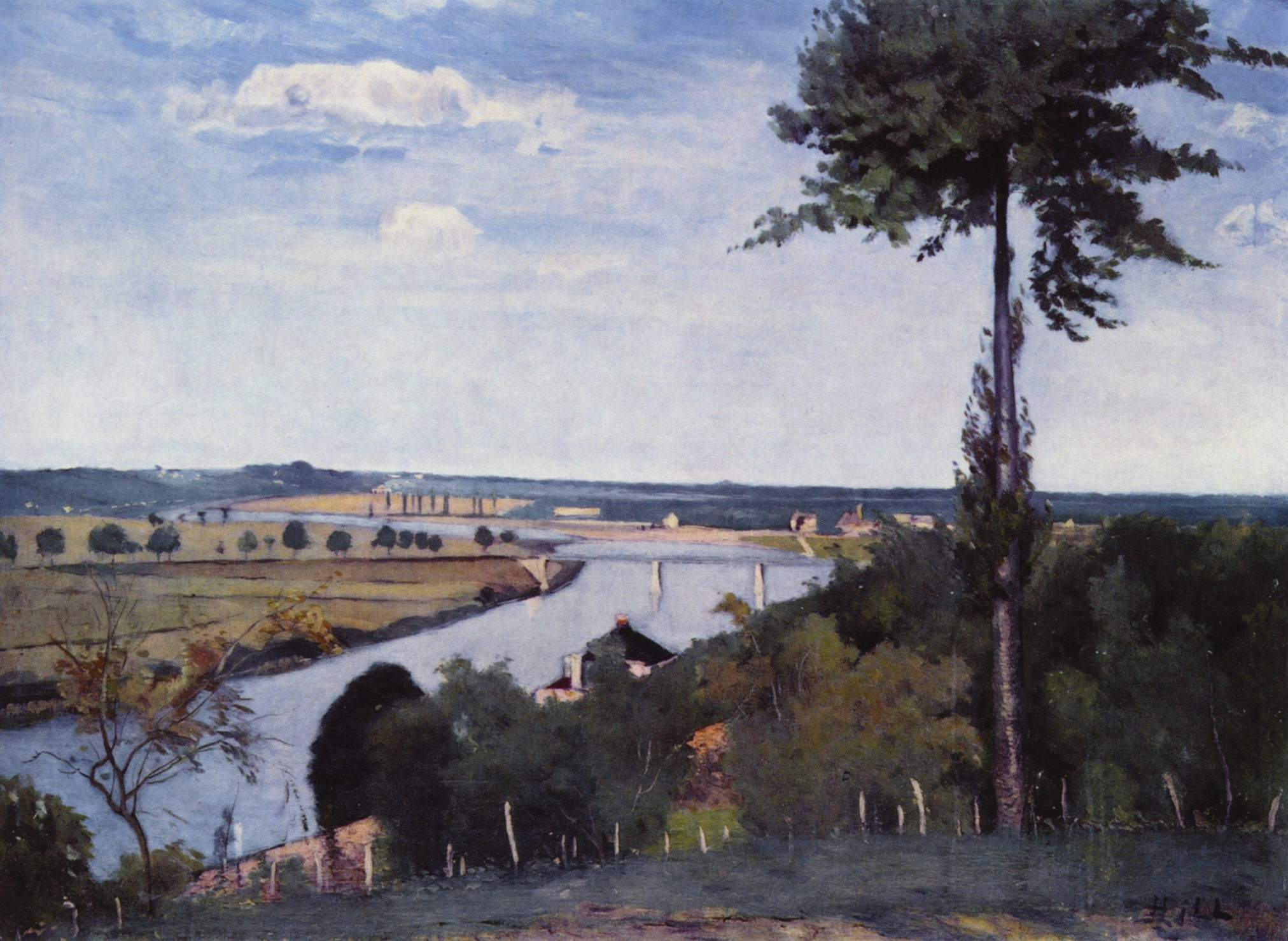
Карл Фредерік Хілл, Seine-Landschaft bei Bois-Le-Roi (Краєвид Сени біля Буа-ле-Руа) (1877)

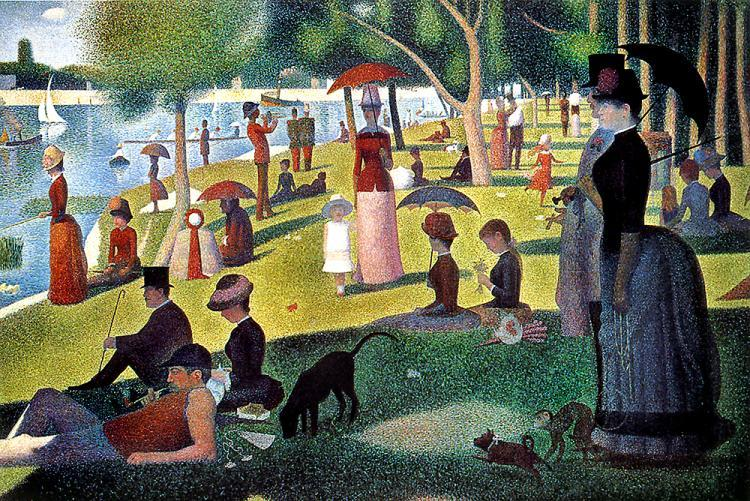
Жорж Сера Недільний день на острові Гранд-Жатт (1884—1886)

Протягом XIX-го і XX-го століть Сена надихала багатьох художників:
- Фредерік Базиль
- Моріс Буатель
- Бонінгтон Річард Паркс
- Ежен Буден
- Каміль Коро
- Шарль-Франсуа Добіньї
- Рауль Дюфі
- Отон Фрієз
- Карл Фредерік Хілл
- Ежен Ізабе
- Йоган Бартольд Йонкінд
- Раймон Лекор
- Альбер Марке
- Клод Моне
- Луїс Ф. Пінсон
- Каміль Піссарро
- Еміліо Сала Грау
- Гастон Себір
- Жорж Сера
- Констант Труайон
- Вільям Тернер
- Фелікс Валлотон
- Жан-Едуара Вюйара
- Анрі Матісс